# Araneus grossus
Araneus grossus är en spindelart som först beskrevs av Carl Ludwig Koch 1844.  Araneus grossus ingår i släktet Araneus och familjen hjulspindlar. Inga underarter finns listade i Catalogue of Life.

## Bildgalleri

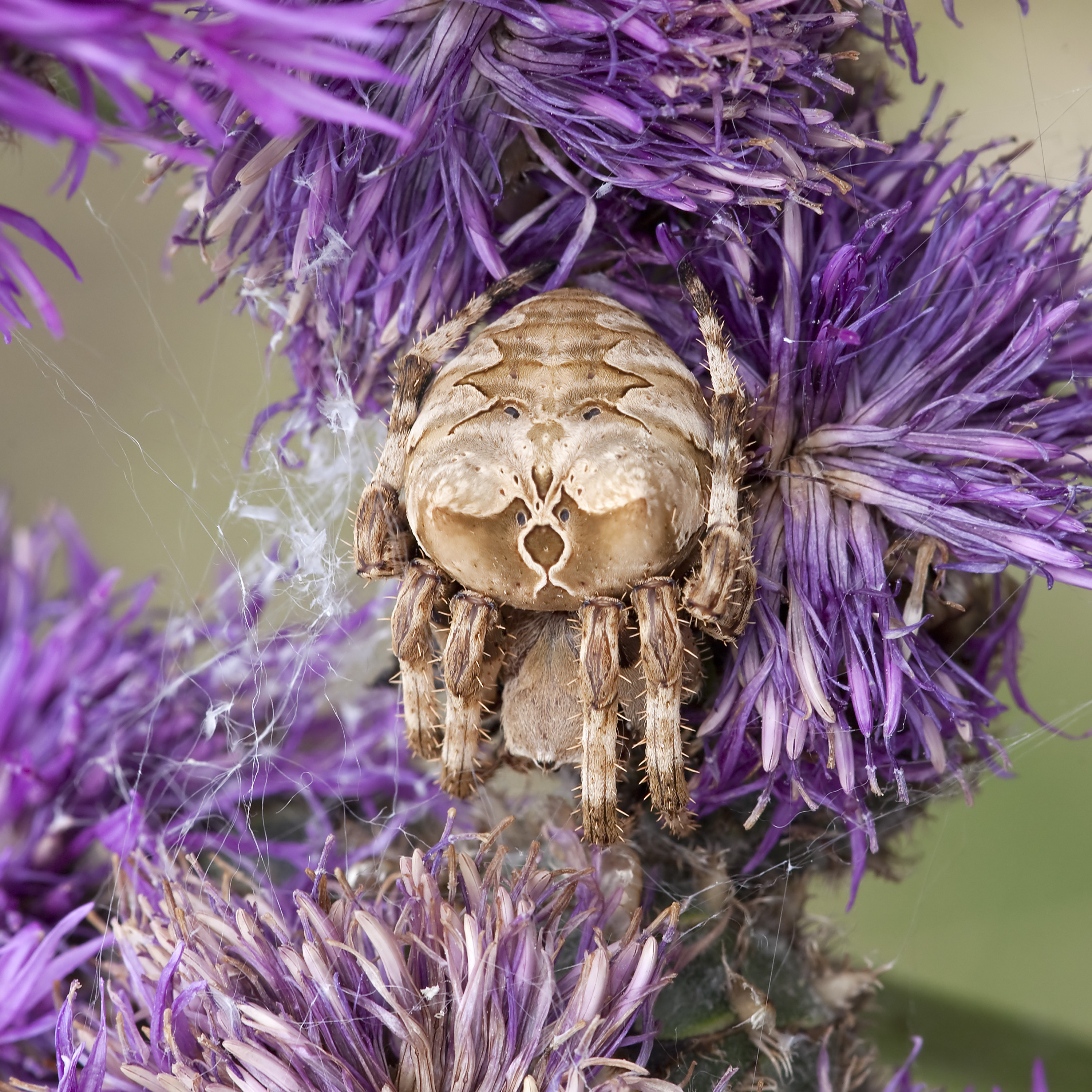